# Oatfield
Oatfield az Amerikai Egyesült Államok északnyugati részén, Oregon állam Clackamas megyéjében, a portlandi agglomerációban elhelyezkedő statisztikai- és önkormányzat nélküli település. A 2010. évi népszámláláskor 13 145 lakosa volt. Területe 8,8 km², melynek 100%-a szárazföld.
Nevét a Milwaukie és Gladstone között futó Oatfield Roadról kapta. Az utat az Oatfield családról, a környék jól ismert telepeseiről nevezték el.

## Földrajz
A Népszámlálási Hivatal adatai alapján területe 8,8 km², melynek 100%-a szárazföld.
Oatfield Clackamas megye északnyugati részén található; északnyugatról Milwaukie, nyugatról Oak Grove, délnyugatról Jennings Lodge, délről pedig Gladstone határolja. Keleti határán halad el a települést Clackamastól elválasztó Interstate 205. Oatfield körülöleli a szomszédos Johnson Cityt.

## Népesség

### 2010
A 2010-es népszámláláskor  13 415 lakója, 5275 háztartása és 3761 családja volt. A népsűrűség 1524,4 fő/km2. A lakóegységek száma 5451, sűrűségük 619,4 db/km2. A lakosok 89,5%-a fehér, 0,8%-a afroamerikai, 0,9%-a indián, 3,2%-a ázsiai, 0,1%-a a Csendes-óceáni szigetekről származik, 2%-a egyéb, 3,4%-a pedig kettő vagy több etnikumú. A spanyol vagy latino származásúak aránya 6,5% (4,9% mexikói, 0,2% Puerto Ricó-i, 0,2% kubai, 1,2% egyéb spanyol vagy latino származású.)
A háztartások 24,9%-ában élt 18 évnél fiatalabb. 58% házas, 9,2% egyedülálló nő, 4,1% egyedülálló férfi, 28,7% pedig nem család. 22,9% egyedül élt; 11,4%-uk 65 éves vagy idősebb. Egy háztartásban átlagosan 2,51 személy élt; a családok átlagmérete 2,93 fő.
A medián életkor 45,7 év volt. Lakóinak 17,8%-a 18 évesnél fiatalabb, 4,4% 18 és 24 év közötti, 21,9%-uk 25 és 44 év közötti, 37,5%-uk 45 és 64 év közötti, 18,4%-uk pedig 65 éves vagy idősebb. A lakosok 48,3%-a férfi, 51,7%-a pedig nő.

### 2000
A 2000-es népszámláláskor   15 750 lakója, 5903 háztartása és 4563 családja volt. A népsűrűség 1789,7 fő/km2. A lakóegységek száma 6110, sűrűségük 694,3 db/km2. A lakosok 93,43%-a fehér, 0,47%-a afroamerikai, 0,53%-a indián, 1,99%-a ázsiai, 0,12%-a a Csendes-óceáni szigetekről származik, 0,93%-a egyéb-, 2,52%-a pedig kettő vagy több etnikumú. A spanyol vagy latino származásúak aránya 2,6% (1,7% mexikói, 0,1% Puerto Ricó-i, 0,1% kubai, 0,7% pedig egyéb spanyol/latino származású.)
A háztartások 30,6%-ában élt 18 évnél fiatalabb. 65,9% házas, 8,5% egyedülálló nő; 22,7% pedig nem család. 17,8% egyedül élt; 7,1%-uk 65 éves vagy idősebb. Egy háztartásban átlagosan 2,65 személy élt; a családok átlagmérete 2,99 fő.
Lakóinak 23,2%-a 18 évesnél fiatalabb, 7% 18 és 24 év közötti, 24,7%-uk 25 és 44 év közötti, 30,8%-uk 45 és 64 év közötti, 14,1%-uk pedig 65 éves vagy idősebb. A medián életkor 42 év volt. Minden 100 nőre 95,2 férfi jut; a 18 évnél idősebb nőknél ez az arány 92,3.
A háztartások medián bevétele 59 769 amerikai dollár, ez az érték családoknál $66 469. A férfiak medián keresete $46 351, míg a nőké $33 247. Az egy főre jutó bevétel (PCI) $25 148. A családok 2,9%-a, a teljes népesség 4,2%-a élt létminimum alatt; a 18 év alattiaknál ez a szám 4,5%, a 65 évnél idősebbeknél pedig 4%.

## Fordítás
Ez a szócikk részben vagy egészben  az   Oatfield, Oregon című angol Wikipédia-szócikk ezen változatának fordításán alapul.  Az eredeti cikk szerkesztőit annak laptörténete sorolja fel. Ez a jelzés csupán a megfogalmazás eredetét és a szerzői jogokat jelzi, nem szolgál a cikkben szereplő információk forrásmegjelöléseként.